# 莫农加希拉
莫农加希拉（在当地常简称为Mon City）是美国宾夕法尼亚州華盛頓縣的一个城市（美國郵區編號 15063），位于匹兹堡都市区的南部，距离匹兹堡市中心约17英里（27），2010年的人口统计数据为4,300人。